# Yungaburra
Yungaburra est une ville située sur le plateau d'Atherton dans le nord-est du Queensland en Australie. Sa population est d'environ 1 000 habitants.